# نستور أورتيز
نستور أورتيز (بالإسبانية: Néstor Ortiz) (مواليد 20 سبتمبر 1968) هو لاعب كرة قدم. يلعب مع منتخب كولومبيا لكرة القدم. سبق له أن لعب في كأس العالم لكرة القدم مع منتخب بلاده.

## روابط خارجية
- نستور أورتيز على موقع الاتحاد الدولي (مؤرشف)  (الإنجليزية)
- نستور أورتيز على موقع قاعدة بيانات كرة القدم.إي يو (الإنجليزية)
- نستور أورتيز على موقع ناشيونال فوتبول تيمز (الإنجليزية)
- نستور أورتيز على موقع عالم كرة القدم.نت (الإنجليزية)